# Prix de littérature de jeunesse du Conseil des Arts du Canada
 (septembre 2020).
Si vous disposez d'ouvrages ou d'articles de référence ou si vous connaissez des sites web de qualité traitant du thème abordé ici, merci de compléter l'article en donnant les références utiles à sa vérifiabilité et en les liant à la section « Notes et références ».
Pour des articles plus généraux, voir Conseil des Arts du Canada et Prix du Gouverneur général.
Le prix de littérature de jeunesse du Conseil des Arts du Canada était un prix littéraire canadien de 1975 à 1986 pour les meilleures œuvres de littérature jeunesse. Administré par le Conseil des arts du Canada, depuis 1987 ces prix ont été intégrés dans le prix littéraires du Gouverneur général :
- Prix du Gouverneur général : littérature jeunesse de langue française - texte
- Prix du Gouverneur général : littérature jeunesse de langue anglaise - texte
- Prix du Gouverneur général : littérature jeunesse de langue française - illustration
- Prix du Gouverneur général : littérature jeunesse de langue anglaise - illustration

## Lauréats
| Année | Français Texte                                  | Français Illustration                                    | Anglais Texte                                 | Anglais Illustration                                                |
| ----- | ----------------------------------------------- | -------------------------------------------------------- | --------------------------------------------- | ------------------------------------------------------------------- |
| 1975  | Louise Aylwin Raminagradu                       |                                                          | Bill Freeman Shantymen of Cache Lake          |                                                                     |
| 1976  | Bernadette Renaud Émilie, la baignoire à pattes |                                                          | Myra Paperny The Wooden People                |                                                                     |
| 1977  | Denise Houle Lune de neige                      | Claude Lafortune L'Évangile en papier                    | Jean Little Listen for the Singing            |                                                                     |
| 1978  | Ginette Anfousse La Varicelle et La Chicane     |                                                          | Kevin Major Hold Fast                         | Ann Blades A Salmon for Simon                                       |
| 1979  | Gabrielle Roy Courte-queue                      | Roger Paré Une fenêtre dans ma tête                      | Barbara Claassen Smucker Days of Terror       | Laszlo Gal The Twelve Dancing Princesses                            |
| 1980  | Bertrand Gauthier Hébert Luée                   | Miyuki Tanobe Les Gens de mon pays                       | Christie Harris The Trouble with Princesses   | Elizabeth Cleaver Petrouchka                                        |
| 1981  | Suzanne Martel Nos amis robots                  | Joanne Ouellet Les Papinachois                           | Monica Hughes The Guardian of Isis            | Heather Woodall Ytek and the Artic Orchid                           |
| 1982  | Ginette Anfousse Fabien 1 et Fabien 2           | Darcia Labrosse Agnès et le singulier bestiaire          | Monica Hughes Hunter in the Dark              | Vlasta van Kampen ABC, 123, The Canadian Alphabet and Counting Book |
| 1983  | Denis Côté Hockeyeurs cybernétiques             | Philippe Béha Petit Ours                                 | Sean o Huigin The Ghost Horse of the Mounties | Laszlo Gal Hans Christian Andersen's The Little Mermaid             |
| 1984  | Daniel Sernine Le Cercle violet                 | Marie-Louise Gay Drôle d'école                           | Jan Hudson Sweetgrass                         | Marie-Louise Gay Lizzy's Lion                                       |
| 1985  | Robert Soulières Casse-tête chinois             | Roger Paré L'Alphabet                                    | Cora Taylor Julie                             | Terry Gallagher Murdo's Story : A Legend from Northern Manitoba     |
| 1986  | Raymond Plante Le Dernier des raisins           | Stéphane Poulin Album de famille et As-tu vu Joséphine ? | Janet Lunn Shadow in Hawthorn Bay             | Barbara Reid Have You Seen Birds ?                                  |